# マルセル・プルースト
ヴァランタン・ルイ・ジョルジュ・ウジェーヌ・マルセル・プルースト（フランス語: Valentin Louis Georges Eugène Marcel Proust, 1871年7月10日 - 1922年11月18日）は、フランスの小説家。畢生の大作『失われた時を求めて』は後世の作家に強い影響を与え、ジェイムズ・ジョイス、フランツ・カフカと並び称される20世紀西欧文学を代表する世界的な作家として位置づけられている。
立身出世した医学者の父親と富裕なユダヤ人家系の母親の息子としてパリで生まれたマルセル・プルーストは、病弱な幼少期を過ごし、9歳の時に発症した喘息の持病を抱えながら文学に親しみ、リセから進んだパリ大学で法律と哲学を学んだ後はほとんど職には就かず、華やかな社交生活を送り、幾つかの習作を経た30代後半から51歳の死の直前まで、長篇『失われた時を求めて』を書き続けた。
この遺作は、プルースト自身の分身である語り手の精神史に重ね合わせながら、19世紀末からベル・エポックの時代にかけてのフランス社会の世相や風俗を活写した長大作であると共に、その「無意志的記憶」を基調とする複雑かつ重層的な叙述と画期的な物語構造の手法は、後の文学の流れに決定的な影響を与えたことで知られる。特に、ある匂いを嗅ぐとその関連した記憶が思い出されることを、紅茶に浸したマドレーヌの匂いから物語が展開していく本作品から「プルースト効果」と呼ばれている。

## 生涯

### 幼年時代
マルセル・プルーストは、1871年7月10日にパリ16区オートゥイユ地区のラ・フォンテーヌ街96番地（母方の叔父の別荘）で、フランス人の父・アドリヤン（37歳）と、ユダヤ人の母・ジャンヌ（22歳）の長男として生を受けた。
父・アドリヤン・プルーストは、カトリックの雰囲気の色濃い田舎町イリエ（シャルトルから西に20キロメートルの小さな町）の平凡な家の出身で、少年時代は僧侶を目指したこともあったが、公衆衛生を専門とする医学博士となり、衛生局総監（厚生官僚）まで務めた。アドリヤンは、「防疫線」という理論に基づいて、ヨーロッパ大陸へのペスト侵入を防ぐなど、華々しい功績を持ち、医学アカデミー会員やソルボンヌ大学教授を務めるなど世界的な名声を得た人物であった。

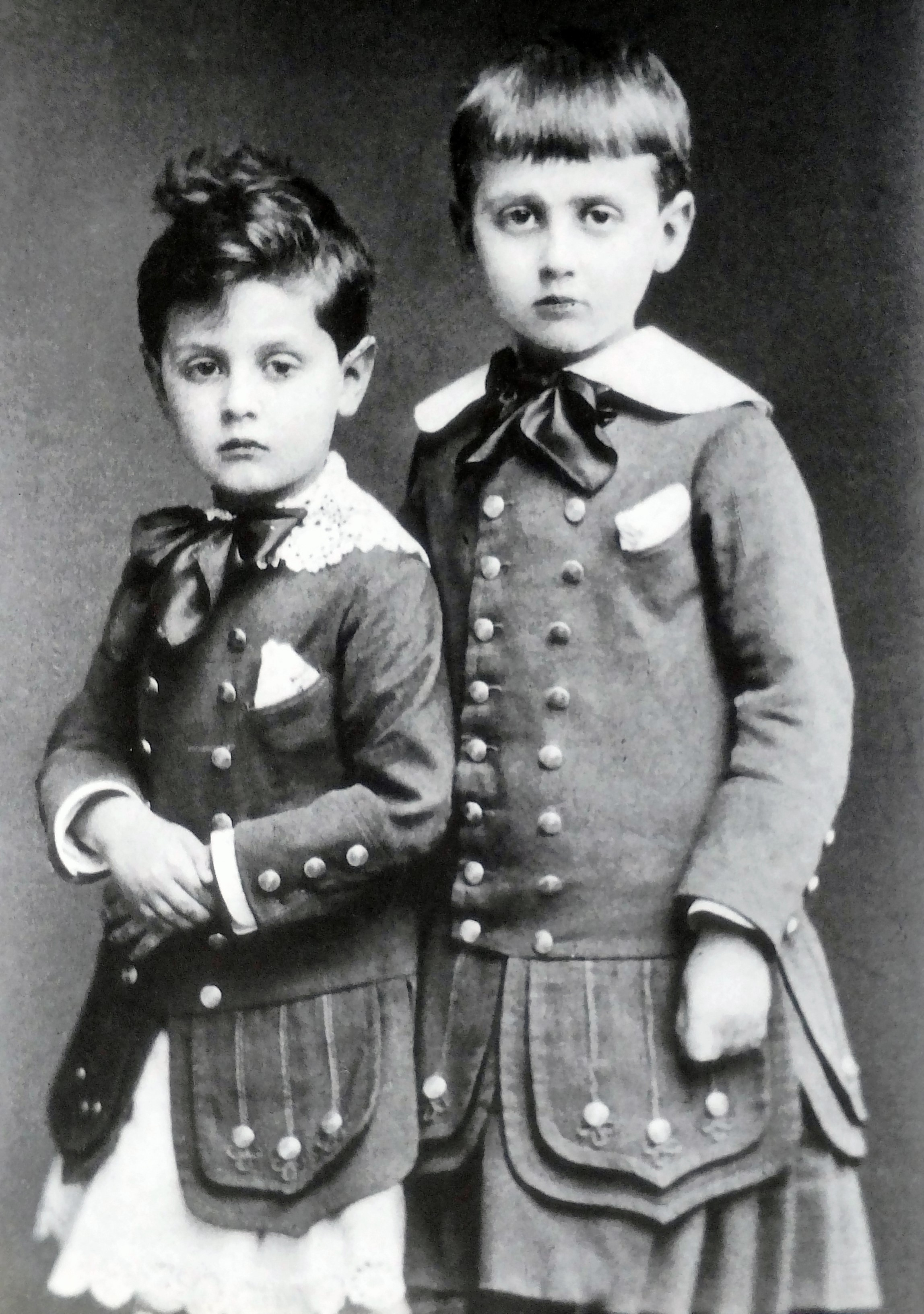
弟ロベール（左）とマルセル6歳（1877年）

一方、母・ジャンヌ（旧姓ヴェイユ）は、パリに住む裕福なユダヤ人の株式仲買人の娘であった。有力なヴェイユ家はシュトゥットガルトに近いドイツの一地方からアルザス経由でパリに来たユダヤの一族であり、同一族からはフランス第三共和政下の有力政治家アドルフ・クレミューなどを輩出している。
母ジャンヌは、古典文学を愛好し、非常に文学的教養の高い女性であった。マルセル・プルーストは、芸術に対する繊細な感性をこの母から受けついだ。一家は日頃、母方の祖父母と行き来していたが、通常は新興住宅街のパリ8区のロワ街8番地のアパルトマンで暮し、病弱だったマルセルは母や祖母にとても可愛がられて育った。
母は、結婚後もユダヤ教を守り続けたが、夫妻は子供には父親の家系に倣って、ローマ・カトリックの信仰を持たせることに決め、生まれたばかりのマルセルに1871年8月、サン・ルイ・ダンタン教会で洗礼を受けさせた。マルセル誕生の2年後の1873年5月24日には、生涯にわたって彼と親しい関係を保ち続けた弟ロベールが生まれた。ロベールは兄マルセルとは対照的に、身体が丈夫で明朗な性格であった。

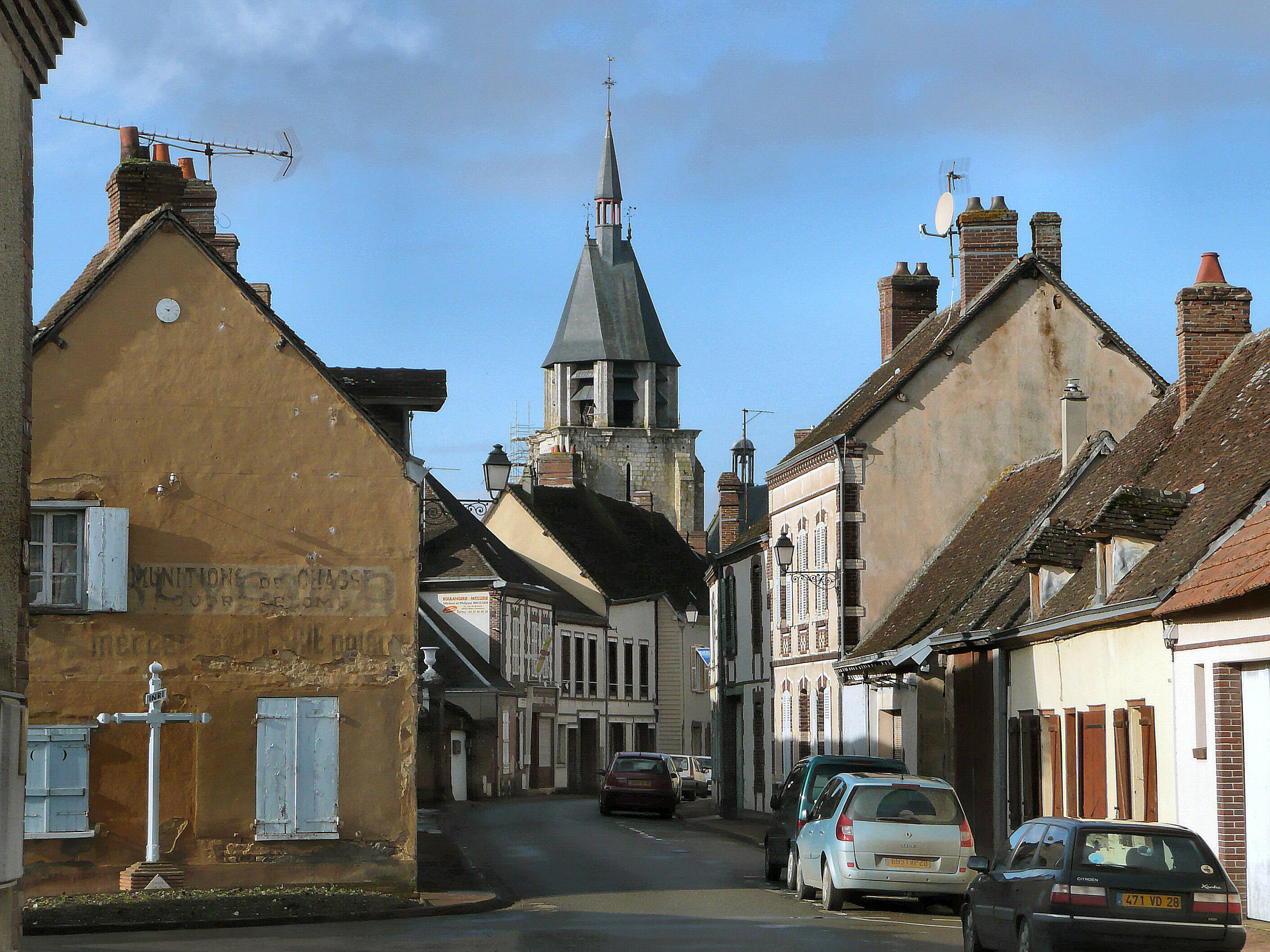
父親の出身地の田舎町ウール＝エ＝ロワール県のイリエ。『失われた時を求めて』のコンブレーのモデル地となったことで、「イリエ＝コンブレー」の名称となった。

一家は、マルゼルブ通り9番地などに何度か転居をしながらも、高級官僚の多く住むパリ8区に住み続けた。プルーストは成人してからも、当時の思い出を大事にするために、晩年の数年間を除いてほとんどの時期をこの8区で過ごしている。
パリ市内には他に母方の祖父母のいるフォーブール・ポワソニエール（この地区にはユダヤ人が多く住んでいた）の家や、母の叔父にあたるルイ・ヴェイユが住むオートゥイユの別荘（プルーストと弟はこの家で誕生した）があった。特に叔父の別荘には春から初夏にかけて長い期間滞在するのがプルースト家の習慣になっていた。
また、パリ南西100キロメートルほどの場所には、父の出身地である田舎町イリエがあり、ロワール川が近くに流れる豊かな自然に囲まれたこの場所にも、一家はたびたびバカンスに出かけた。この町がのちの『失われた時を求めて』の主要な舞台となるコンブレーのモデルとなった土地である。同地はこの作品にちなんで「イリエ＝コンブレー」が正式名称となり、プルースト巡礼の聖地となっている。
しかし、1881年春に9歳（10歳の誕生日前）のマルセルは、ブローニュの森を散策後に喘息の発作を起こした。それ以来、花粉と外気が体に障ることを心配した父の判断で、イリエに行くことを禁じられてしまった。喘息の持病はプルーストに生涯付きまとい、このために彼は自由に旅行することができず、また花を愛していたにもかかわらず、彼自身は生花に近づくことができなかった。弟ロベールの方は健康に育ち、父と同じ医学の道を継ぐことになるが、病弱なマルセルは『千夜一夜物語』、『アンナ・カレーニナ』などの文学に親しむようになる。

### 学生時代

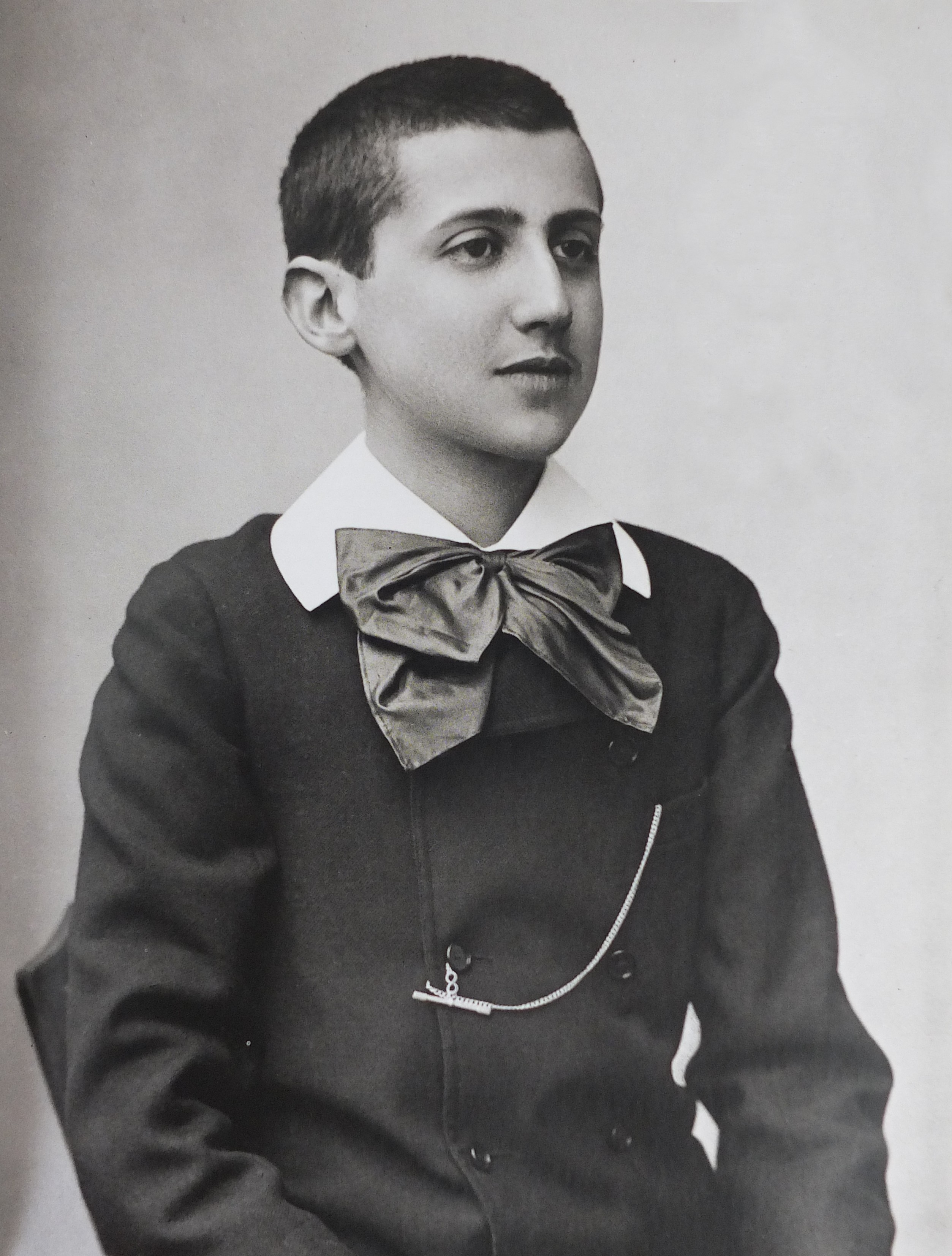
15歳のマルセル（1887年3月）

マルセル・プルーストは、パープ・カルパンチエ初等学校で2年過ごした後、1882年10月にセーヌ河の右岸（北側）にあるブルジョア気質のフォンターヌ高等中学（のちのコンドルセ高等中学校）に入学した。このリセ（高等中学）は、自由主義的な気風で知られる名門校であり、プルーストの学友にはエッフェルの息子や、ビゼーの息子のジャック・ビゼー、ロスチャイルド家の子息、劇作家リュドヴィク・アレヴィの息子のダニエル・アレヴィ、ジャック・エミール・ブランシュなどが混じっていた。
プルーストの成績は悪くはなかったがむらがあり、また病気のために欠席が多く、このために1年の留年も経験している。15歳の頃には、オーギュスタン・ティエリの著書を熱心に読んだ。教師の中では、最終学年に習った哲学科のアルフォンス・ダルリュ教授に深く影響された。後にはダルリュの個人授業も受けて（病気のため家庭教師が何人かついた）、その唯心論的な哲学に大いに感化を受けた。
授業が午後3時に終わると、プルーストは他の少年たちとシャンゼリゼ公園に行き木立の回りを走り回って遊んでいた。中には少女も混じっており、その中には『失われた時を求めて』で語り手の初恋相手ジルベルトのモデルになったポーランド貴族の娘マリー・ド・ベナルダキもおり、マリーに強い愛情を抱いた。

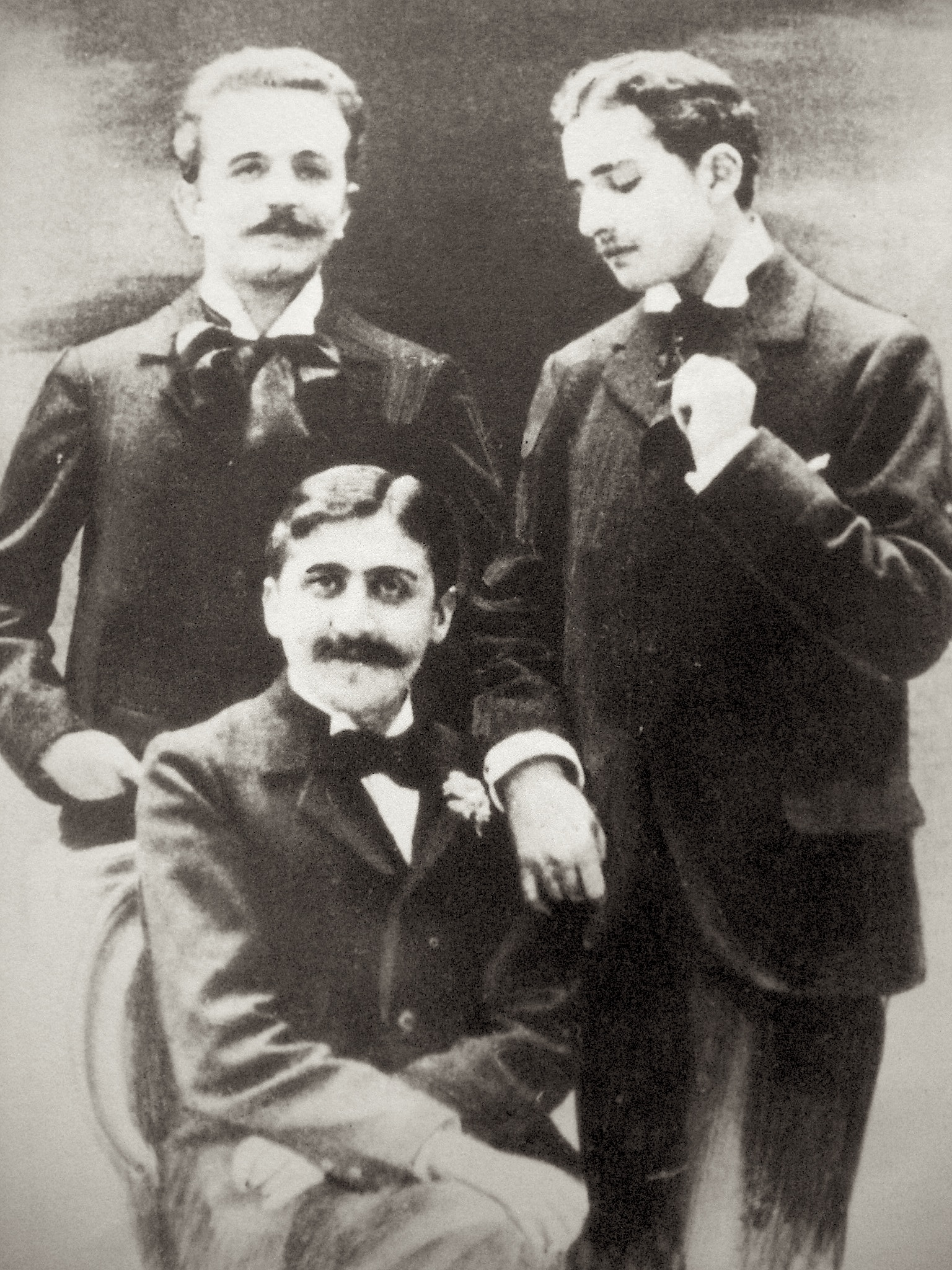
大学時代のプルースト（中央）。左はロベール・ド・フレール、右がリュシアン・ドーデ（アルフォンス・ドーデの次男）。母は同性愛的な雰囲気が漂うこの写真を他人の目にさらすことを息子に禁じた。

リセ時代はプルーストが同性愛的な友情に目覚めた時期でもあり、前述の同性の学友ダニエル・アレヴィに愛情濃やかな手紙を送るなどしている。17歳のときには学友ジャック・ビゼーと恋に落ちたが、ビゼーの側からの拒否に遭っている。
またプルーストは彼らの母親にも関心を持ち、夫人らが出入りする社交界に憧れたりしていて彼女らのサロンに近づくようになる。プルーストが文学にはっきりと意識を向けたのもこの時期だった。すでに幼年時代から母や祖母の影響で古典文学に親しんでいた彼は、友人たちの前でラシーヌ、ユゴー、ミュッセ、ラマルチーヌ、ボードレールの詩句を暗誦してみせ彼らを驚かせている。リセの最終学年時には、文学好きの友人たちとともに同人雑誌『月曜評論』『第二学年評論』『緑色評論』『リラ評論』を作っていた。
1889年10月にバカロレアを取得したプルーストはパリ大学で学ぶことになるが、その前にオルレアンで1年間の兵役に就いた。当時フランスには自発的に志願すれば3年間の兵役が1年に短縮される恩典制度があり、プルーストの一家はこれを利用したのである。当時フランスの軍人（特に将校）は社交界にも出入りできる存在であった。プルーストは厳しい訓練を喘息のために（あるいは父親が手を回したためか）免れたこともあって優雅な軍人生活を送り、このためにプルーストはフランスの作家の中でもとりわけ軍隊に友好的な文学者となった。
軍隊除隊後、1890年11月にパリ大学に入学したプルーストはパリ大学法学部に籍を置き、その後自由政治学院、文学部にも通い、1895年までに法学と哲学と文学の学士号を取得している。1892年には、ジャック・ビゼー、ダニエル・アレヴィ、ロベール・ドレフュス、フェルナン・グレーグらと同人雑誌『饗宴』を創刊し、書評や習作、短篇を発表した。『饗宴』には、アンリ・バルビュス、レオン・ブルム、ガストン・アルマン・ド・カイヤヴェ（アルマン・カイヤヴェ夫人の息子）も寄稿していた。
しかしその生活はおよそ大学生らしいものではなく、プルーストは社交界に熱心に出入りしてその名を馳せ（自由政治学院は社交界への足がかりとするのに都合が良かった）、貴族社会や芸術界の著名人と知り合い自宅の夕食に招くようになっていた。

### 創作活動
プルーストの家には十分な資産があったが、当時のブルジョワ階級の常で両親はプルーストに職を持つことを望んでいた。そのため、プルーストは、1893年に公証人の研修を受けるなどしているが早々に放棄し、またパリを離れたくなかったことから、外務省に入れることを考えていた父の意向も敬遠している。1895年には父の伝手をたどりマザリーヌ図書館で無給司書助手となったが、休暇届けを濫発して結局ほとんど勤めに出ないまま1899年に退職し、以後は一切職に就かず文学に専心することになった。
1896年6月には初の著作集『楽しみと日々』を出版し（ディレッタントの作品と見なされまったく売れなかった）、また1895年からは『失われた時を求めて』の前身とも言える自伝小説『ジャン・サントゥイユ』の執筆を始めていたが1899年頃に中断した。1900年からはイギリスの思想家ジョン・ラスキンの研究の発表も始めている。

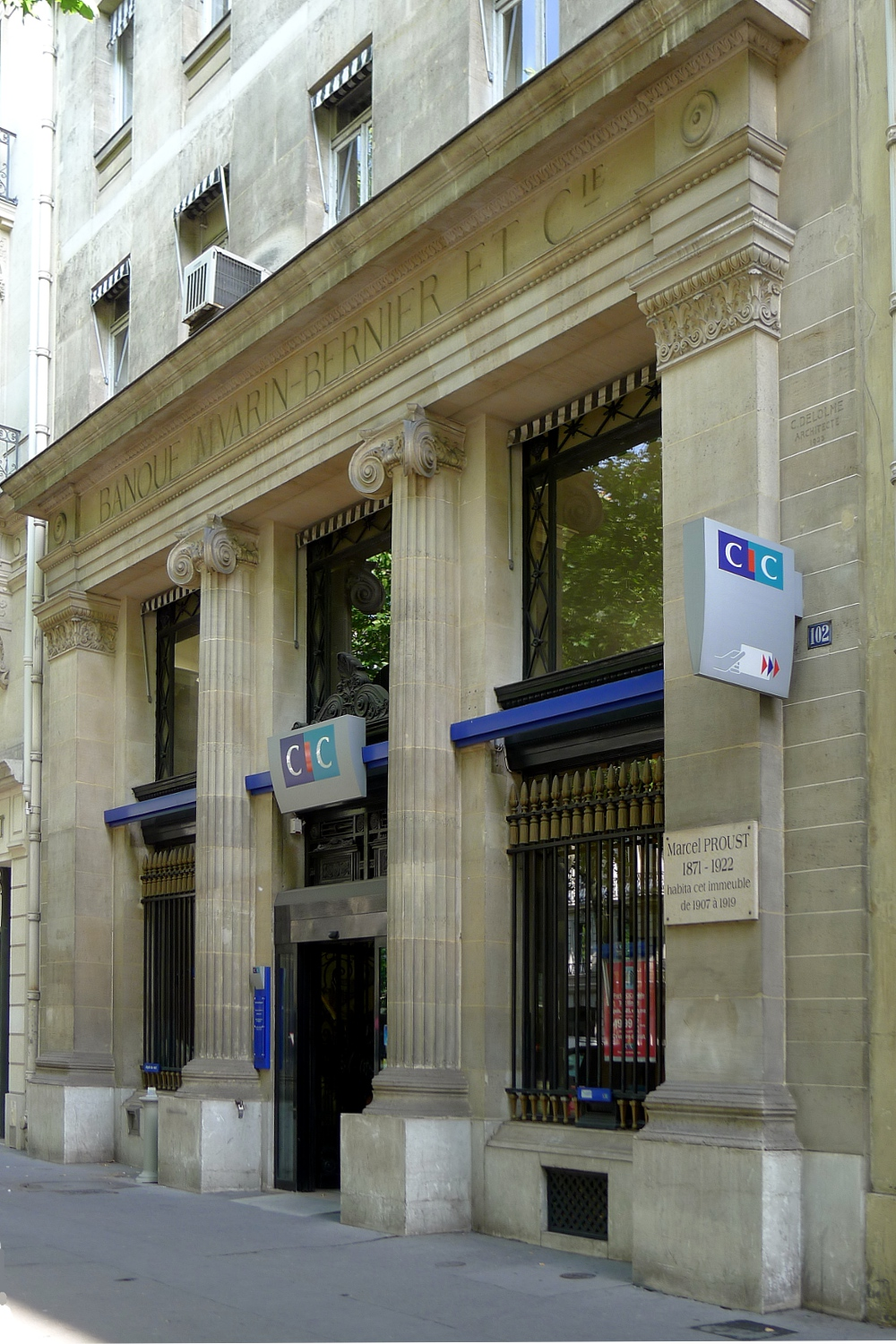
1906年12月から1919年4月まで住んでいたオスマン通り102番地の建物

20世紀に入ると、プルーストの生活に大きな変化が起こった。まず1903年2月に弟ロベールが結婚して独立後、同年11月3日に父が勤務先で倒れそのまま26日に死去。そして1905年9月26日には、夫の死の衝撃から癒えぬまま癌を再発した母ジャンヌが死去した。特に母親から愛情を受けて育ったプルーストは彼女の死に大きな精神的打撃を受け、しばらくの期間を無為と療養の日々を過ごした。

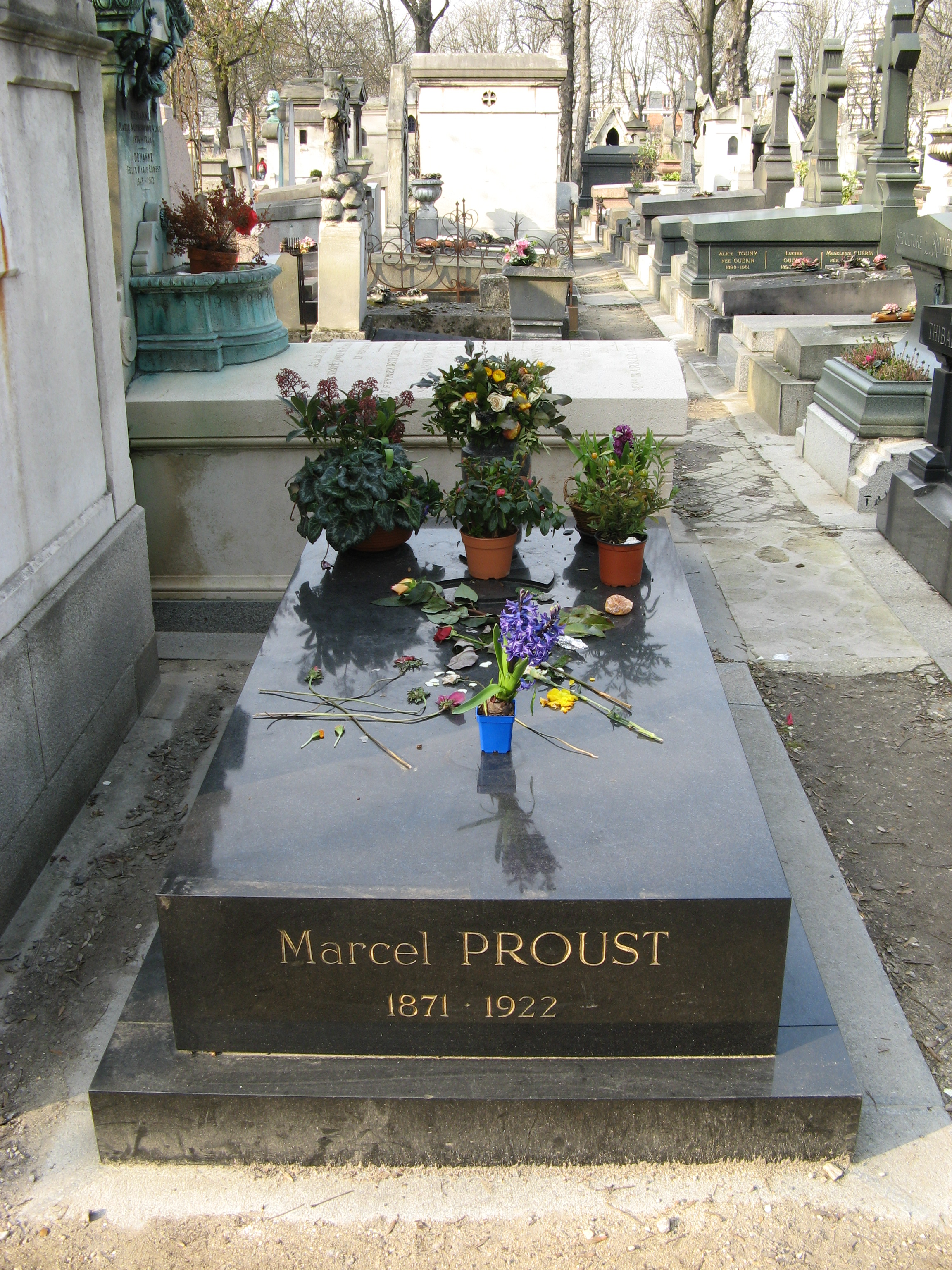
プルーストの墓

その後1906年12月に、プルーストは1人で住むには広すぎるそれまでの家から、オスマン通り102番地にあるアパルトマンの2階に転居する。19世紀の大作家の文体模写（パスティッシュ）などを発表後、批評家サント・ブーヴに反論する意図から執筆していた物語式の評論が原型となり1908年から書き始められた『失われた時を求めて』は、その大部分がこの住居で書かれることになった。このアパルトマンは大伯父ジョルジュ・ヴェイユが以前に所有していたもので、母の残り香のような思い出が残っていたからであった。
また、健康状態が回復したことで、1907年から毎年ノルマンディーの避暑地カブールに出かけるようになり（1914年まで毎夏）、教会建築を廻るため雇った自動車の交代運転手の中に青年アルフレッド・アゴスチネリがいた。この避暑地カブールが『失われた時を求めて』に書かれる架空の土地バルベックのモデルとなり、アゴスチネリが主人公（語り手）の恋人アルベルチーヌ・シモネのモデルとなっていく。
『失われた時を求めて』は、1912年に第1篇『スワン家のほうへ』の原稿がようやく出来上がり、いくつかの出版社（ファスケル社、オランドルフ社、『新フランス評論』（NRF）のガリマール社）に断られた後、グラッセ社から1913年11月に刊行されて各紙で好評となった。特にジッドやシュランベルジェら新進作家を擁していた『新フランス評論』（NRF）では、先の出版拒否に対する強い反省が内部で起こり、1914年にはジッドからプルースト宛てに謝罪の手紙が送られている。
NRFはプルーストに打診して『失われた時を求めて』の第2巻以降を自社ガリマール社で出版することに決め、第1巻の出版権もグラッセ社から買取ることにした。1919年6月に刊行された第2巻目の『花咲く乙女たちのかげに』は、新進作家ロラン・ドルジュレスの『木の十字架』を押さえてその年のゴンクール賞に輝いた。晩年はジャン・コクトー、ポール・モーラン、ヴァルター・ベリー、フランソワ・モーリヤックなどの若手作家などとも親交を持った。
病弱であったプルーストは日々健康を悪化させていき、全篇の清書を仕上げていた1918年頃から発話障害と一時的な顔面麻痺が時おり起こるようになった。そして1922年11月18日、『失われた時を求めて』第5巻以降の改稿作業の半ばに、喘息の発作と風邪による肺炎併発のため51歳で息を引き取った。遺体は、両親と同じくパリのペール・ラシェーズ墓地に埋葬された。

## 人物

### 私生活
プルーストは、非常に繊細で過敏な神経の持ち主であった。オスマン通り102番地のアパルトマンの部屋では、喘息に障ることを恐れたこともあって、常に窓を閉ざし、厚いカーテンを閉めたままにして外気も光も遮断し、また部屋の壁をコルク張りにして音も入らないようにした上で、昼夜逆転した生活を送りながら、執筆を進めていた。
医者嫌いでもあったプルーストは、医師の処方には見向きもせず、自室でルグラ粉末に火をつけて燻蒸を行なうことでその治療とし、またヴェロナールとカフェインの錠剤を常用していた。死の原因も喘息の大きな発作のあと、風邪を引いたことによって併発した肺炎であり、最後まで入院を拒んで自宅で死ぬことを選んでいる。
また、彼は、大変な美食家であったが、食事の量は非常に少なく、1日に1食しか食べなかった。特に好んで食べたのは舌平目のフライで、その他にロシア風サラダや油をよく切ったフライドポテト等を好み、またカフェオレと一緒にクロワッサンを食べる事も多かった。ワインや強い酒は決して飲まなかったが、冷えたビールは別で、また時々フライドポテトをつまみにリンゴ酒を飲む事もあった。晩餐に知人を呼ぶ事もあったが、その時はベッドの脇に小さなテーブルを用意して知人に食事を勧め、自分の方は決して手をつけなかった。
プルーストは、流行に関心を持ってはいたものの、それは作品に役立てるためであり、自身は物持ちのよかったこともあって、使い古した服を好んで着続けていた。また、病的な寒がりであった彼は、夏にも常に厚着をしていて、あるときは海に行くためと称してコートを2着作らせたこともある。第一次世界大戦後にホテル・リッツで晩餐会をともにしたイギリス大使のダービー卿は、プルーストが夕食中も毛皮のコートを脱がないままだったことに驚いたと記している。
家が裕福であったプルーストは、幼い頃から大変な浪費家であり、時にその出費は月に何百フランにも達することがあった。友人にはしばしば豪勢な贈り物をし、使用人にも多額のチップを与えた。両親が健在だったときには小遣いの管理をされていたが、父親はプルーストのところに来た請求書の支払いを拒んだことは決してなかった。1919年にゴンクール賞を受賞したときには、賞金5000フランを「謝恩晩餐会」のために一瞬で使いきってしまった。

### 芸術
プルーストは、芸術の信奉者であり、その著作には多数の芸術家、文学者の名が言及されている。彼の美学に影響を与えているのは、イギリスの思想家ジョン・ラスキンであり、より後にはウォルター・ペイターであった。
美術館にもよく通って初期ルネサンスからピカソまであらゆる絵画を知っており、レンブラント、モネ、ヴァトー、シャルダンなどに関する覚書は死後『新雑録』中の「画家の肖像」の題で刊行されている。彼が特に高く評価した画家はフェルメール、ルノアール、モローなどで、特に1902年と死の前年の1921年に2度鑑賞したフェルメールの『デルフトの眺望』はプルーストに重要なインスピレーションを与えており、『失われた時を求めて』での作家ベルゴットの死のシーンにそのときの体験が使われている。
音楽については、ベートーヴェン、シューマンを高く評価する一方で、フォーレ（彼と文通していた）、ドビュッシー、ワーグナーにも賛辞を惜しまなかった。特にワーグナーは『失われた時を求めて』で最も頻繁にその名が引用されている作曲家であり、とりわけ『トリスタンとイゾルデ』『ローエングリン』『パルジファル』を好んだ。また、ベートーヴェンについては、後期のソナタや弦楽四重奏曲第15番の最終楽章を好み、真夜中に自室に楽団を呼んで演奏させたこともある。
文学に関しては、後述のロベール・ド・モンテスキューや、ポール・ブールジェ、レミ・ド・グールモンなどと親交のあった作家が19世紀末にプルーストに影響を与えている。プルーストが高く評価していた作家は、ダヌンツィオ、ボードレール、ヴェルレーヌ、ノアイユ伯爵夫人、ステファヌ・マラルメなどである。また、ある文章では、ドイツ、イタリア、フランスの文学よりも英米文学が自分に大きな影響を与えていると述べている。

### 社交

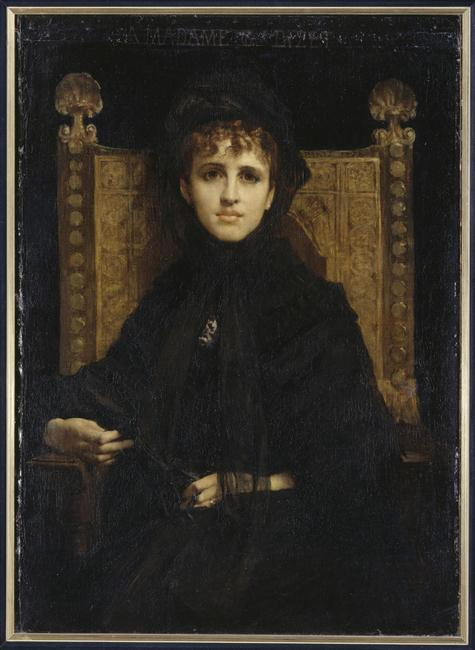
ゲルマント公爵夫人の才気な性格のモデルとなったストロース夫人（ビゼーの未亡人で、同級生ジャック・ビゼーの母親）。

プルーストは、学生時代からサロンに出入りし、ブルジョア夫人、公爵や公爵夫人、当時の流行画家や作家、俳優など様々な著名人と知り合っていた。社交界は『失われた時を求めて』の主要な舞台背景の1つであり、プルーストがこれらの場で得た見聞は、同作品に大いに生かされることになった。この作品の登場人物も、サロンで知り合った人物をモデルにしたものが多く存在する。

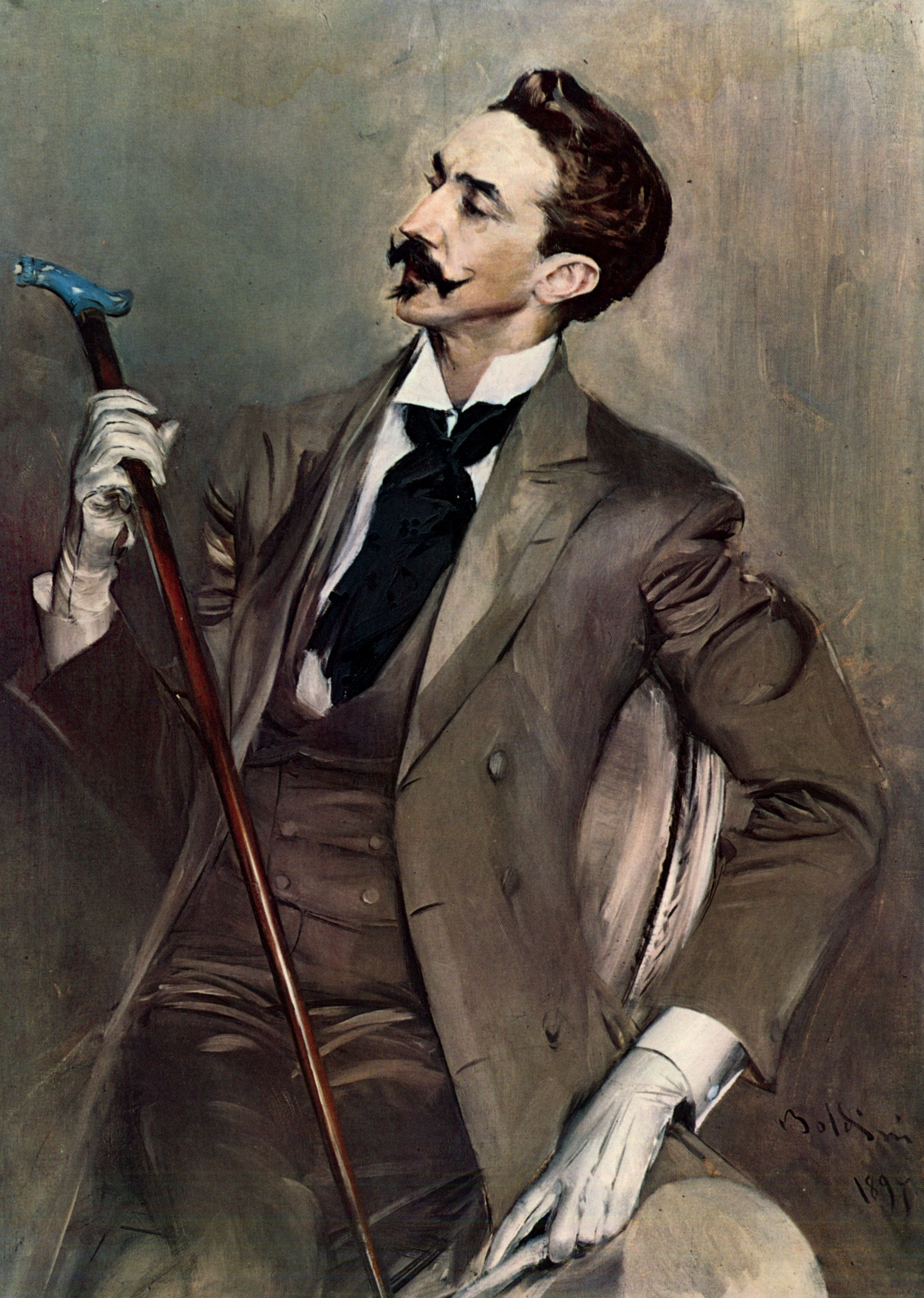
『失われた時を求めて』のシャルリュス男爵のモデルとなったモンテスキュー伯の肖像。同性愛者でありながら社交界にも文芸界にも大きな勢力をもっていたモンテスキュー伯に対して、プルーストは理想の人物として強い関心を抱いた。

平民の出であったプルーストがこうした上流社交界に出入りできるようになるのは容易なことではなかったが、彼には物まねの才能があり、著名人の声や話し方を真似てみせることで評判を得て、太鼓持ちのような形で受け入れられていった。あるとき、プルーストは、たまたま社交の場で真面目な意見を披露したところ場が白けてしまい、それ以来、社交界において自分が求められているものが何であるかを悟ったという。
プルーストが出入りしていたサロンには、例えば友人ジャック・ビゼーの母親のストロース夫人（作曲家ビゼーの妻で、夫の死後に銀行家ストロースと再婚）主催のもの、アナトール・フランスの愛人であったアルマン・カイヤヴェ夫人のもとで開かれたもの、後に『失われた時を求めて』のヴェルデュラン夫人のモデルとなるマドレーヌ・ルメール夫人（女流画家）のサロンなどがあり、20代前半で既にナポレオンの姪マチルド皇妃のサロンの常連にもなっていた。

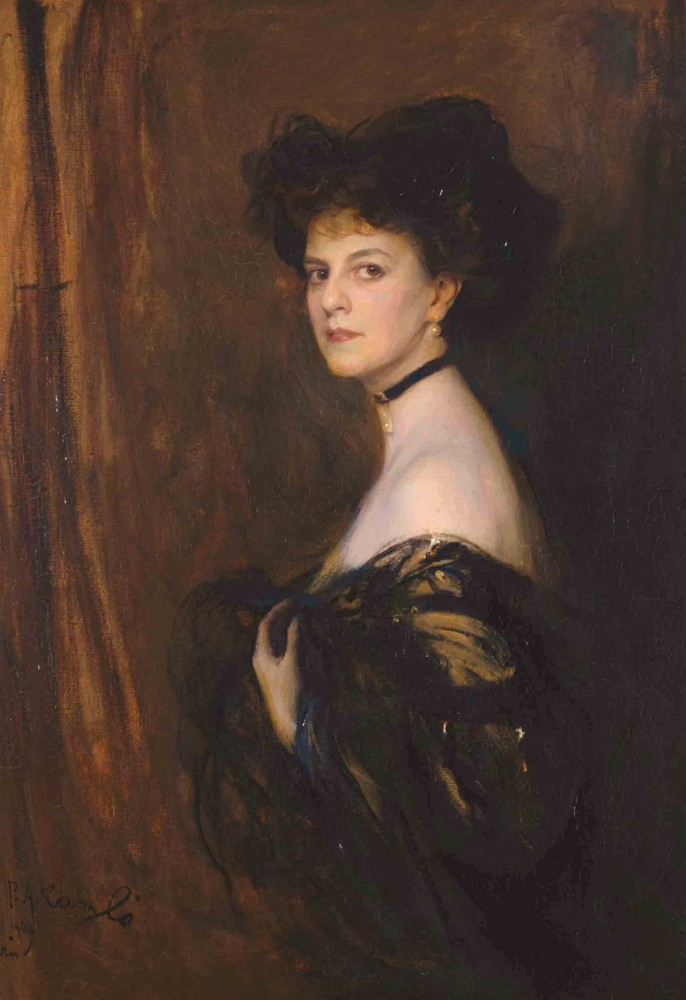
ゲルマント公爵夫人の主要モデルグレフュール伯爵夫人の肖像

特にプルーストはマドレーヌ・ルメール夫人のサロンで、『失われた時をもとめて』のゲルマント公爵夫人の主要なモデルとなるグレフュール伯爵夫人や、後にプルーストが恋心を寄せ、また同作の高級娼婦オデットのモデルにもなった作曲家レイナルド・アーン、そして社交界に非常に大きな権勢を誇っていた大貴族で、同作のシャルリュス公爵のモデルとなったロベール・ド・モンテスキュー伯爵（彼はユイスマンスの小説『さかしま』の語り手デ・ゼッサントのモデルになったとも言われている）などと知り合っている。
プルーストは、こうした社交界（ル・モンド）での交流に伴って、ドゥミ・モンド（半社交界）と言われる、貴族やブルジョワに囲われた婦人たち（ココットという別名もある）との付き合いもあった。最も親しく付き合っていたのはプルーストの友人ルイ・ダルビュフラの恋人で端役女優であったルイザ・ド・モルナンで、彼女はプルーストの死後、彼との間には「愛情めいた友情」があったとインタビューで語っている。
またプルーストの大伯父ジョルジュ・ヴェイユの囲い者で、大伯父の死後もプルーストとの付き合いが続いたロール・エーマンという女性は、『失われた時を求めて』の高級娼婦オデットの主要なモデルになっている。彼女とプルースト家との関係は、お互い遠慮があったものの悪くはなく、プルーストの父親の葬儀にも花を贈ったりしていた。
プルーストは肖像写真を集めて眺める趣味があり、友人・知人の写真のほか、上記のような社交界の著名人や貴婦人、ドゥミ・モンドの写真からなる一大コレクションを持っていた。プルーストが肖像写真を愛した理由は、不在でありながらも憧憬や回想が喚起されるという性質を人一倍そこから感受する能力を持っていたからであった。しかし彼は一度写真を手に入れてしまうと、魅力が減ずるのを恐れてあまり頻繁に見過ぎないようにしていたという。

### 恋愛
プルーストは同性愛者であったが、資料が欠けているため、誰とどの程度の同性愛関係があったのかは謎に包まれている。リセ時代の同性の友人にはダニエル・アレヴィ、ジャック・ビゼー（ビゼーの息子）などがおり、その後プルーストはレイナルド・アーンやリュシアン・ドーデ（アルフォンス・ドーデの次男）など、自分と同じ階層出身の新進作家や芸術家に興味を向け、次いで青年貴族たち（アントワーヌ・ビベスコ、ベルドラン・ド・フェヌロン）とも友情を結んだ。
後年には下層の出の若者とも親しく付き合い、自分の秘書や使用人として取り立てるなどして庇護するようにもなった。1917年春には、アルカード街11番地で知人アルベール・ル・キュジヤが始めた男娼窟ホテル・マリニーの開業に対して資金援助をしており、プルーストはこのホテルに頻繁に通い、若い青年を相手に自分の欲望を満たしていた。
1907年から1914年まで毎年避暑に出かけていたノルマンディーのカブールでは、ブルジョワ出身の若い少年たちのグループと出会い親しく付き合うようになり、彼らは少女に形を変え、『失われた時を求めて』の中のバルベックで語り手が出会う「花咲く少女たち」として描かれることになった。この少年たちの中には、後にプルーストの伝記を書くことになるマルセル・プラントヴィーニュと、一時期プルーストの秘書を勤めていたアルベール・ナミアスが含まれる。
プルーストはまたカブールで教会建築を巡るために雇った自動車（タクシー）の運転手をしていた青年アルフレッド・アゴスチネリと出合い、強い印象を受けた。その後アゴスチネリは1913年春に仕事を求めてプルーストを訪ね、秘書として雇われることになり、妻と称して連れてきていたアンナという女性とともにオスマン通りのプルーストの家に住み込むようになった。
プルーストはこの青年に非常に強く惹かれるようになるが、アゴスチネリはプルーストに金銭を使わせた挙句に、同年12月にアンナとともにニースに逃亡。さらに翌年1914年5月に飛行機パイロットとしての訓練中に事故死したことにプルーストは大きなショックを受けた。この事件は当時執筆中であった『失われた時を求めて』の、語り手の恋人アルベルチーヌのエピソードとして再構成されており、作品全体の構成が大幅に見直されるきっかけとなっている。
一方、プルーストは女性との肉体関係を伴わない結婚を行なうことも考えていた。21歳の時には従妹のアメリー・ベシエールに愛情を感じて彼女と結婚することを考えている。1908年にカブールに滞在したときには、ここで名前の明らかでない神秘的な貧しい少女と出会い（彼女はアルベルチーヌの主要なモデルの1人となった）、友人に向けて彼女と結婚する考えをほのめかしている。
また1899年秋には、アナトール・フランスの一人娘シュザンヌ・チボーとの結婚話がフランスの希望で持ち上がったこともあるが、プルースト自身はこの話には乗り気でなかった。また1913年から家政婦としてやって来たセレスト・アンバレ夫人（運転手オディロン・アルバレの新妻）を気に入り、その献身的な働きに母性愛を見出していた。

### ユダヤ人
プルーストの母親はユダヤ人であり、また幼年時代には主に母方の親類たちのもとを行き来して過ごしていたが、彼自身は自分を民族主義的な自負でユダヤ人に帰属しているというアイデンティティー意識はなかった。ある新聞記事で自身をユダヤ人作家の1人として紹介されたときには怒りを表しさえしている。彼が書いた小説の中にも自分自身のユダヤ人の血に言及した文章はなく、『失われた時を求めて』でも、プルーストの分身である語り手からはユダヤ人を思わせるような描写は注意深く排除されている。
ユダヤ教の要素に限っても民俗学の対象と言えるような2、3の珍しい儀式が記されているだけであるが、しかし例えば『ジャン・サンタトゥイユ』には、ユダヤ教の儀式を暗に踏まえて母親との和解を描いた印象的な場面がある。プルーストは、厚生官僚でもあった父親の職からフランス社会の中枢近い環境で育ったが、母方の影響も深く、異教的・東洋的な面も持ち合わせていた。
1894年に始まったユダヤ人大尉アルフレド・ドレフュスの冤罪事件である「ドレフュス事件」に関しては、プルーストは早くから関心を持っていた。1898年1月に、ドレフュスをスパイに仕立て上げるための文書を偽造したエステラジーが無罪とされ、彼を告発したジョルジュ・ピカール大佐が逆に収監されると、プルーストは骨折ってピカールのもとに自著『楽しみと日々』を送り届けている。
同月14日の『オーロール紙』に掲載された再審を求める「知識人宣言」にもプルーストは署名を寄せ、ドレフュスの弁護により名誉毀損で訴えられたエミール・ゾラの裁判も熱心に傍聴していた。プルーストは親ドレフュス派の立場を鮮明にしたことで親しい人々との間でも意見の対立に引き裂かれることになり、例えば反ドレフュス派であった彼自身の父とも一時仲違いをした。
「ドレフュス事件」は彼の小説『ジャン・サンタトゥイユ』で直接的に大きく扱われるが、『失われた時を求めて』では、社交界で言及される中心的な話題の1つとして取り上げられる程度になっている。そこには、文学に政治的テーマを直接入れる必要性はないという考えになったことと、プルースト自身が右派のアクション・フランセーズの機関紙を定期購読するような政治的保守になり、「ドレフュス事件」に対する考えも変化したためであった。

## 主要な著書
楽しみと日々（Les Plaisirs et les Jours）
1896年に出版された最初の著作で、短編小説や散文・韻文詩、人物描写、断章などからなる創作集。タイトルはヘシオドスの『労働と日々』をもじっている。マドレーヌ・ルメール夫人の水彩による挿絵と、レイナルド・アーンのピアノ曲、およびアナトール・フランスによる序文が付けられ、1893年にチフスで急逝したウィリー・ヒースに捧げると付されている。出版費用はプルースト自身が出しており、一種の自費出版である。
収められている作品の大部分は同人誌『饗宴』や文学雑誌『ラ・ルヴュ・ブランシュ』に発表されていたもので（ここで初めて発表された「若い娘の告白」もあり、収録されなかった「夜の前に」もある）、象徴派的な色合いが濃く、憂鬱、悔恨、夢想、忘却、死、愛、官能などの語句が頻繁に出て来る。構成に工夫があり、時系列順ではなく短編小説で他の作品を挟み込むような形で、また作品の主題も円環をなすように配列されている。
ジャン・サントゥイユ（Jean Santeuil）
1895年から1899年頃にかけて書かれた自伝的小説。これは断片的な草稿に留まったまま中断されて日の目を見ず、プルーストの死後1952年にベルナール・ド・ファロワの編集によって出版された。書かれている主題・エピソードは『失われた時を求めて』と重複するものが多く含まれるが、プルーストの実生活をより直接反映したものとなっており、また作者自身の願望、夢も多く現れている。文体はまだ『楽しみと日々』のそれや17-18世紀の偉大な著述家の模倣に留まっており、いまだ『失われた時を求めて』のような堅牢な文体を示していない。
ラスキンの翻訳
1890年代後半からジョン・ラスキンに興味を抱いていたプルーストは、そのラスキン研究の成果として1904年にラスキンの著書『アミアンの聖書』、1906年に『胡麻と百合』の翻訳を、長大な序文と膨大な注釈をつけて刊行している。ただしプルースト自身は外国語（英語）がほとんどできず、これらの訳は外国語に堪能であった母親ジャンヌが行なった下訳を元に、イギリス人の友人マリー・ノードリンガー（レイナルド・アーンの従妹）や、キップリングの翻訳家ロベール・デュミエールらの助言を乞いつつ文章を整えて作られたものであった。
しかしプルーストはラスキンを通じて、ものの色彩や形態、感情の微妙なニュアンスを識別する能力、それらをフランス文学においては異例な複雑な統語法による長大な文章に定着させる技術を学ぶという収穫を得た。
模作と雑録（Pastiches et Mélanges）
物まねが得意であったプルーストはまた文体模写（パスティッシュ）にも才能を発揮しており、1908年から1909年にかけ当時ロンドンで起きた「ルモワーヌ事件」と呼ばれる詐欺事件（ルモワーヌというフランス人技師がダイヤモンドを人工的に作る方法を発明したと称してダイヤモンド鉱山会社から金を騙し取ったもの）を題材に、フランスの様々な古典作家の文体を真似た戯文を『フィガロ』紙に発表した。
対象となった作家はバルザック、ミシュレ、ゴンクール兄弟、フローベール、サント・ブーヴなど8人で、プルーストはさらに多数の作家の文体模写を加えて大規模な模作集を作る計画も持っていたが実現せず、上記の作家にサン・シモン1人を加えた内容のものが1919年に刊行の『模作と雑録』に収録された。
サント＝ブーヴに反論する（Contre Sainte-Beuve）
1908年ころ、上述の模作をきっかけにして、プルーストは批評家サント・ブーヴに対する批判を中心とした評論作品を書こうと思い立った。サント＝ブーヴはフローベールなどと同時代の人物だが、彼は文学作品とその作者の日常的な実人生や人となりとを不可分のものと考えて批評を行い、バルザックやスタンダール、フローベールなど、プルーストが敬愛していた作家たちをその観点から低く評価していた。
プルーストはこれに対して、作家の外面・表層的な自我と、より深層にある自我とは別のものだという観点から、作家の外的生活を離れて作品と向き合うという文学観を提示することで、これらの作家を低評価から救おうとしたのである。プルーストはこのエッセイ評論と同時に小説断片も書き進めており、当初の予定では前半を小説、後半を評論としてまとめた1つの作品「サント＝ブーヴに反論する――ある朝の思い出」（仮題）にするつもりであった。
しかし出版先を探しながら書き直していくうちに構成が変わっていき、これが『失われた時を求めて』へと発展していくことになった。従って「サント＝ブーヴに反論する」というタイトルの著作が生前に刊行されたわけではないが、1954年に評論部分の未定稿をもとにした同タイトルの著作が研究者ベルナール・ド・ファロワにより刊行されている。
失われた時を求めて（À la Recherche du temps perdu）
小説と評論の2部構成で考えられていた上述の「サント＝ブーヴに反論する――ある朝の思い出」は、出版社に断られるなどしながら改稿を続けるうち次第に構成変更と加筆が繰り返されて、やがて『失われた時を求めて』の題を持つ壮大な自伝的小説へと変貌していった。1913年11月に第1篇（第1巻）『スワン家のほうへ』がグラッセ社より刊行された時にはまだ3篇構成の予定だったこの作品は、前述したようなアゴスチネリの事件などを経てさらに大幅な加筆がなされ、最終的に7篇の構成、総計3,000ページにわたる長大な作品となった。
作品はプルーストの分身である語り手の半生記であるとともに、当時のパリの社交界を始めとする風俗が、男女の恋愛や芸術観などとともに克明に綴られており、語り手が「無意志的記憶」の作用に導かれて自身の芸術的使命を自覚し、それまでの多くの挿話や見聞の全て（自身の生涯）が小説の素材であることを発見するというところで終結する。
最終巻（第7篇）『見出された時』が刊行されたのは、プルーストの死後の1927年であった。第5篇の修正作業の半ばでプルーストが亡くなったために、第5篇の途中以降は不完全な未定稿のままで終わってしまったが、弟ロベールや批評家ジャック・リヴィエールらが遺稿を整理して刊行を引継ぎ出版完結となった。

## 評価・影響
『失われた時を求めて』により20世紀の西洋を代表する作家の1人と見なされているプルーストは、必ずしも常に高い評価を得てきたわけではなかった。第一次世界大戦前にはアンドレ・ブルトンらシュルレアリストから軽視を受けており、ブルトンは『シュルレアリスム宣言』の注において、その過剰な「分析欲」のために未知のものの魅力を損なっている作家の例としてプルーストの名を挙げている。またルイ＝フェルディナン・セリーヌも処女作『夜の果てへの旅』（1932年）のなかで、プルーストを上流社会の中に溺れた「亡霊みたいな奴」と口を極めて罵っている。
第二次世界大戦後に雑誌『現代』を創刊したジャン＝ポール・サルトルは、その創刊の辞を書くに当たってプルーストを槍玉にあげ、歴史的条件や階級の対立を見ずに人間の普遍的存在を信じる、分析的精神に忠実なブルジョワ的文学の代表として厳しい批判を行なった。しかしサルトルのプルースト批判は自己批判・自己反逆でもあり、実際サルトルは青年時代にプルーストを愛読して深い尊敬を抱いていたことを告白し、代表作『嘔吐』も『失われた時を求めて』の強い影響の下に書かれている。サルトルのパートナーであったボーヴォワールもまた、自叙伝において『告白』のルソーとともにプルーストを愛読書として挙げている。
プルーストの復権が決定的になるのは、1960年代であった。この頃起こったヌーヴォー・ロマンの作家たち、サロート、ビュトール、シモンらは、伝統的な小説の枠組みを超えようとする彼らの試みのうえで、「小説についての小説」という趣向を持つ『失われた時を求めて』の方法論や、何ら非凡なところのない語り手の回想物語から、メタファーの多用など様々な語りの手法や、交響曲的・幾何学的な構造で小説としての魅力を引き出していくプルーストに模範を見出し、プルーストからの感化や影響のもとに作品を書いていった。
また1960年代に起こった新批評の担い手たちは、作家の外面と作品自体とを区別して評価しようとするプルーストの文学観を自身の強いよりどころとしていたと見られる。このうちの1人ジョルジュ・プーレは、作家の創造的な自己に同一化しようとする自身の批評方法「一体化の批評」の源にプルーストがあると明言している。
プルーストは、文学研究家クルティウスなどから「フローラ系の作家」と評され、その作品中で描かれる人物に関するものが植物に喩えられていることが多く、その意味でプルーストの描く男女は生殖器を羞恥心なく晒している花や植物のように、ある意味で同性愛を真には悪徳とは見ていないことが看取されると、サミュエル・ベケットは論じている。

## 略年譜
| 1871年 0000000000000000 | 7月10日、パリ16区オートゥイユのラフォンテーヌ街96番地（母方の叔父の別荘）にて、フランス人医師の父・アドリヤン（37歳）と、ユダヤ人の母・ジャンヌ（22歳）の長男として誕生。一家は新興住宅街のパリ8区のロワ街8番地のアパルトマンに居住。マルセルは病弱で成長も危ぶまれるほどであった。 |
| 1873年                  | 1 - 2歳。5月24日、弟ロベールが誕生。一家はロワ街8番地からマルゼルブ通り9番地に転居。弟はマルセルとは対照的に健康に育つ。マルセルの幼少期、一家は復活祭の時期にしばしばイリエ（父の出身地）やオートゥイユを訪れる。 |
| 1878年                  | 6- 7歳。イリエでバカンスを過ごす。 |
| 1881年                  | 9 - 10歳。4月か5月頃、ブローニュの森を散策後に突然喘息の発作を起こす。これが生涯の持病となる。パープ・カルパンチエ初等学校に級友のジャック・ビゼー（劇作家ジョルジュ・ビゼーの息子）らと共に通う。 |
| 1882年                  | 10 - 11歳。フォンターヌ高等中学校（のちのコンドルセ高等中学校）に入学。親しい学友らにはユダヤ人あるいはユダヤ人ハーフが多くいた。マルセルは病気がちで欠席が多かった。 |
| 1886年                  | 14 - 15歳。6月、両親とイリエに滞在。オーギュスタン・ティエリの著書を没頭して読む。伯母エリザベートが死去。 |
| 1887年                  | 15 - 16歳。コンドルセ高等中学校の修辞学級に進級。しばしば放課後、学友たちとシャンゼリゼ公園で遊び、少女たちと知り合う。その中のポーランド貴族の娘マリー・ド・ベナルダキに強い愛情を抱く。 |
| 1888年                  | 16 - 17歳。哲学級に入り、アルフォンス・ダルリュ教授に影響を受ける。友人らと同人誌『緑色評論』『リラ評論』『月曜評論』『第二学年評論』を創刊。級友のジャック・ビゼー、ダニエル・アレヴィ（劇作家リュドヴィク・アレヴィの息子）に同性愛的思慕を抱く。社交界にも関心を寄せ、ジャック・ビゼーの母親ストロース夫人（ビゼーの死後に銀行家ストロースと再婚）のサロンに出入り始める。ドゥミ・モンド（半社交界）と称される高級娼婦ロール・エーマン（大伯父ジョルジュ・ヴェイユの囲い者）と交友するようになる。のちにストロース夫人のサロンでシャルル・アースを知る。 |
| 1889年                  | 17 - 18歳。哲学級を修了し、大学入学資格（バカロレア）を取得。11月、1年兵役の恩典を受けるため志願兵としてオルレアンの軍隊に入隊。毎日曜日には、アルマン・カイヤヴェ夫人（作家アナトール・フランスの愛人）のサロンに通い、アナトール・フランスと知り合う。 |
| 1890年                  | 18 - 19歳。祖母アデル・ヴェーユが死去。11月に兵役を終え、パリ大学法学部と自由政治学院に入学。この頃から翌年まで雑誌『マルシュエル』に寄稿。 |
| 1891年                  | 19 - 20歳。マチルド皇妃（ナポレオンの姪）と知り合いサロンに出入りする。カブール、トルヴィルに滞在。この年にオスカー・ワイルドと会った可能性もある。 |
| 1892年                  | 20 - 21歳。春頃、シュヴィニェ伯爵夫人にプラトニックな愛情を寄せる。元学友たちと雑誌『饗宴』を創刊し、書評や習作、短篇小説などを発表。9月、熱愛した美貌の青年エドガール・オーベール（スイス人の新教徒）が急死。 |
| 1893年                  | 21 - 22歳。女流画家 マドレーヌ・ルメール夫人のサロンで、春頃にロベール・ド・モンテスキューと知り合う。雑誌『ラ・ルヴュ・ブランシュ』に度々寄稿。その1篇「夕暮れのひととき」でレズビアンを描く。10月、ウィリー・ヒースがチフスで急逝。法学士号試験に合格。 |
| 1894年                  | 22 - 23歳。マドレーヌ・ルメール夫人のサロンで、レイナルド・アーンと知り合い親交を結ぶ。8月、ルメール夫人の招きで、アーンと共にレヴェイヨンの城に滞在。アルフォンス・ドーデとも出会い、その次男リュシアン・ドーデと知り合う。 |
| 1895年                  | 23 - 24歳。3月、文学士号試験に合格。6月、マザリーヌ図書館で無給司書となるが、直ぐに休暇を取る（その後も毎年休暇を更新し一度も仕事をせず）。8-9月、アーンと共に、ディエップのルメール夫人宅に滞在後、ブルターニュ旅行しベグメーユに滞在。そこで自伝小説『ジャン・サントゥイユ』の執筆を始める（1900年頃に断念）。 |
| 1896年                  | 24 - 25歳。中篇小説「つれない男」（1893年執筆）を発表。6月、最初の著書『楽しみと日々』を刊行。リュシアン・ドーデとの親交を深める。マリー・ノードリンガー（レイナルド・アーンの従妹）と知り合う。7月、雑誌『ラ・ルヴュ・ブランシュ』に「晦渋性を駁す」を発表。 |
| 1897年                  | 25 - 26歳。2月、『楽しみと日々』をめぐってプルーストとリュシアン・ドーデの同性愛的関係を当て擦ったポール・デュヴァル（ジャン・ロラン）とムードンの森で決闘。ピストルの弾丸が逸れたため両人とも無事に済んだ。 |
| 1898年                  | 26 - 27歳。「ドレフュス事件」の進展により、ユダヤ人大尉アルフレド・ドレフュス支持派として友人らと共に活動。ドレフュスとジョルジュ・ピカール大佐の擁護署名をアナトール・フランスから貰う。ドレフュス擁護の『私は弾劾する』を発表して提訴されたエミール・ゾラの裁判を傍聴。6-9月、母ジャンヌの癌手術で心労。退院した母とトルヴィルに行く。10月、最初のオランダ旅行をし、アムステルダムでレンブラント展を観る。 |
| 1899年                  | 27 - 28歳。ロベール・ド・ビイからエミール・マールの『フランス十三世紀の宗教芸術』を借りて読む。8-9月、両親と共にエヴィアンに滞在し、コンスタンタン・ド・ブランコヴァン（ルーマニアの大公の息子で、ノアイユ伯爵夫人の兄）と交遊。ルーマニア貴族のアントワーヌ・ビベスコ（母エレーヌはノアイユ伯爵夫人の従姉妹）と知り合い親交を結ぶ。イギリスの思想家ジョン・ラスキンの著作を耽読。 |
| 1900年                  | 28 - 29歳。ルアンを訪問。1月、ジョン・ラスキンが死去。ラスキンの追悼記事、評論研究などを発表。マリー・ノードリンガーや母の協力でラスキンの翻訳に着手。ラスキンの著書を元に教会建築を巡る。5月、母と共にヴェネツィアに滞在し、10月に再訪。一家はクールセル街45番地に転居。 |
| 1901年                  | 29 - 30歳。ラスキンの翻訳作業に没頭し各地の教会を訪ねる。レオン・イートマンと共にアミアンを訪問。アントワーヌ・ビベスコの紹介でベルドラン・ド・フェヌロンと知り合い、強い愛情を抱く。 |
| 1902年                  | 30 - 31歳。ビベスコとフェヌロンと共に『トリスタンとイゾルデ』を聴く。10月、フェヌロンと共にベルギー、オランダに旅行。デン・ハーグのハーグ美術館でフェルメールの『デルフトの眺望』を観る。エミール・ガレに会い、友人フェルナン・グレーグの結婚祝い品の注文をする。 |
| 1903年                  | 31 - 32歳。弟ロベールがマルト・デュボワ＝アミヨと結婚。姪シュジー誕生。ローリス、ビベスコ兄弟らとラン、サンリスなどを自動車旅行。11月26日、父アドリヤンが脳出血で死去し、ペール・ラシェーズ墓地に埋葬。この年から『ル・フィガロ』紙に寄稿。 |
| 1904年                  | 32 - 33歳。墓地に飾る父の胸像メダルをマリー・ノードリンガーに注文。3月、ラスキン著『アミヤンの聖書』の翻訳を刊行。知人のヨットに乗船し、ノルマンディー、ブルターニュの海岸地方を航行。8月、「大聖堂の死」を発表し、政教分離に反対する。 |
| 1905年                  | 33 - 34歳。ホイッスラーの展覧会を観る。6月、「読書について」を発表。9月、母と共にエヴィアンに行くが、母が尿毒症を起しパリに帰る。9月26日、母が死去し悲嘆に暮れる。12月から翌1月まで、ブローニュ付近のソリエ医師のサナトリウムに療養入院する。 |
| 1906年                  | 34 - 35歳。5月、ラスキン著『胡麻と百合』の翻訳を刊行。8月、クールセル街の住居を去り、ヴェルサイユのホテルのレゼルヴォワールに長期滞在。12月、オスマン大通り102番地に転居。 |
| 1907年                  | 35 - 36歳。2月、『ル・フィガロ』紙に「ある親殺しの感情」を発表。8-9月、カブールに滞在し、教会を観て廻るための自動車を雇い、運転手のアルフレッド・アゴスチネリと出会う。カブールには1914年まで毎夏滞在する。11月、「自動車旅行の印象」を発表。 |
| 1908年                  | 36 - 37歳。2月から、バルザック、ミシュレ、ゴンクール兄弟、フローベールらのパスティッシュ（文体模写）の連作「ルモワーヌ事件」を発表。この時期から、「サント・ブーヴに反論する――ある朝の思い出」（仮題）の草稿断章を執筆。 |
| 1909年                  | 37 - 38歳。ロシア・バレエ団の公演を観る。「サント・ブーヴに反論する」が次第に小説に変化し執筆を続ける。11月頃、作品冒頭200頁をレイナルド・アーンに朗読して聞かせる。 |
| 1910年                  | 38 - 39歳。オスマン大通りの住居に閉じこもり、昼夜逆転で執筆に没頭。部屋をコルク張りにして外部の騒音を遮断する。6月、オペラ座で「バレエ・リュス」を観る。この頃、ジャン・コクトーと知り合う。 |
| 1911年                  | 39 - 40歳。2月、『ペレアスとメリザンド』全曲を聴く。秘書アルベール・ナミアスに口述筆記で作品を清書させる。 |
| 1912年                  | 40 - 41歳。オディロン・アルバレの運転する車でリュエイユまで満開のリンゴの花を見に行く。『ル・フィガロ』紙に作品の断章を3度にわたって発表。この時期は「失われた時」「見出された時」という各巻名や、「心の間歇」という総題も念頭にある。10月、出版社を求めて奔走し刊行依頼するが、ファスケル社や『新フランス評論』（NRF）のガリマール社から拒否される。 |
| 1913年                  | 41 - 42歳。オランドルフ社にも出版拒否され、3月にグラッセ社と自費出版の契約を結ぶ。11月14日、『失われた時を求めて』の第1篇『スワン家のほうへ』が刊行（この時点では全3巻予定）。この年、アルフレッド・アゴスチネリが愛人アンナと共に職を求めて訪ねて来たが、運転手は足りていたため住み込みの秘書として雇う。また、運転手のオディロン・アルバレと結婚したセレスト・アンバレを住み込み家政婦として雇う。アゴスチネリはプルーストに金銭を使わせた挙句、12月にアンナと一緒にニースに逃亡。アゴスチネリを呼び戻すため、秘書アルベール・ナミアスを派遣する。        |
| 1914年                  | 42 - 43歳。NRFのアンドレ・ジッドから出版拒否したことへの謝罪の手紙が来る。5月30日、アゴスチネリが飛行機パイロットの訓練中にアンティーブ沖で墜落し事故死。プルーストは悲嘆に暮れる。第一次世界大戦のため出版中断。 |
| 1915年                  | 43 - 44歳。『失われた時を求めて』の執筆を続ける。弟ロベールは前線の病院勤務。ベルドラン・ド・フェヌロンが戦死。他の友人らにも戦死者が出る。 |
| 1916年                  | 44 - 45歳。作品が大幅加筆で膨張する。出版社をガリマール社に変更する決意をする。知人アルベール・ル・キュジヤが始めた男娼窟に出入りする。 |
| 1917年                  | 45 - 46歳。しばしばホテル・リッツで夕食を摂り、ポール・モランとその婚約者スーゾ公女に会う。10月、ガリマール社から最初の校正刷が届く。 |
| 1918年                  | 46 - 47歳。さらに作品が膨張し、4月には全5巻の予定となる。この頃、健康が特に衰え、発話障害と一時的な顔面麻痺に襲われながら完成を急ぐ。ホテル・リッツのボーイだったアンリ・ロシャを秘書として雇う。11月、第一次世界大戦が終結。 |
| 1919年                  | 47 - 48歳。5月、住居をオスマン通りからロラン・ピシャ街8番地2のレジャーヌ夫人方に転居。6月、第2篇『花咲く乙女たちのかげに』が刊行。ゴンクール賞を受賞。『模作と雑録』も刊行。10月、アムラン街44番地に転居。 |
| 1920年                  | 48 - 49歳。1月、「フローベールの〈文体〉について」を発表。10月、第3篇『ゲルマントのほう I』が刊行。喘息の激しい発作を起こし、医師は初めてモルヒネを注射する。ブルメンタール賞の選考委員に選出され、ジャック・リヴィエールに賞を授与。11月、「ある友に――文体についての覚え書」を発表。ヴェロナールとアヘンの大量摂取で中毒を起こす。 |
| 1921年                  | 49 - 50歳。病状が進む。4月、ジャン＝ルイ・ボドワイエと共にジュ・ド・ポーム美術館のオランダ派絵画展に行き、フェルメールの『デルフトの眺望』を観る。5月、第3篇『ゲルマントのほう II』と第4篇『ソドムとゴモラ I』が刊行。ジッドからジッドが匿名で書いた『コリドン』を受け取り、性倒錯について話し合う。6月、「ボードレールについて」を発表。9月、病状が悪化し部屋で昏倒する。 |
| 1922年                  | 50 - 51歳。5月、第4篇『ソドムとゴモラ II』が刊行。9月、スコット・モンクリフ英訳の『失われた時を求めて』第1巻が刊行（未完）。9月、喘息の大きな発作。10月、気管支炎を起して衰弱が激しくなる。医師らの治療を拒み、風邪から肺炎を併発して11月18日の午後4時過ぎに死去。両親と同じペール・ラシェーズ墓地に埋葬される。 |
| 1923年                  | 弟ロベール、ジャック・リヴィエール（新フランス評論の編集長）らが遺稿を整理して、第5篇『囚われの女』を刊行。 |
| 1924年                  | 第6篇『消え去ったアルベルチーヌ』が刊行。 |
| 1927年                  | 第7篇『見出された時』が刊行され、『失われた時を求めて』の出版が完了。 |
| 1954年                  | 『サント・ブーヴに反論する』が出版。 |